# 輝く空の静寂には
「輝く空の静寂には」（かがやくそらのしじまには）は、Kalafinaの楽曲。同グループ8枚目のシングルとして2010年9月15日にSME Recordsから発売された。

## 概要
通常盤と初回盤、黒執事II盤の3種類の仕様で発売され、初回盤には、表題曲のVideo Clipを収録したDVDが同梱されている。
表題曲「輝く空の静寂には」は、テレビアニメ『黒執事II』の挿入歌とエンディングテーマになっている。黒執事II盤のジャケットには、同作品の登場人物であるセバスチャン・ミカエリスとグレル・サトクリフがプリントされている。

## 収録曲
（全作詞・作曲・編曲：梶浦由記）
1. 輝く空の静寂には [4:12] 
  - テレビアニメ『黒執事II』挿入歌
  - テレビアニメ『黒執事II』第8話・第12話エンディングテーマ
2. adore [5:13]
3. 輝く空の静寂には 〜instrumental〜

DVD（初回生産限定盤のみ）
1. 輝く空の静寂には （Video Clip）

## 収録アルバム
| 曲名             | アルバム           | 発売日        | 備考                  |
| ---------------- | ------------------ | ------------- | --------------------- |
| 輝く空の静寂には | 『After Eden』     | 2011年9月21日 | 3rdオリジナルアルバム |
| 輝く空の静寂には | 『THE BEST “Red”』 | 2014年7月16日 | ベストアルバム        |